# Amedeo Della Valle
Amedeo Della Valle (Alba, Italia, 11 de abril de 1993) es un jugador de baloncesto italiano que actualmente juega en el Basket Brescia Leonessa de la Lega Basket Serie A italiana. Con 1,94 metros de estatura, juega en la posición de escolta

## Trayectoria
Della Valle se formó como jugador en la cantera del Junior Pallacanestro Casale, equipo con el que llegó a jugar 4 partidos mientras se encontraba en la Legadue. 
En 2011 dejó su país para migrar a los Estados Unidos. Tras estudiar un año en la Findlay Prep High School fue reclutado en 2012 por los Ohio State Buckeyes, el equipo de baloncesto de la Universidad Estatal de Ohio que competía en los torneos de la Big Ten Conference de la División I de la NCAA. Aunque su paso por el baloncesto universitario estadounidense no fue muy destacado, el Pallacanestro Reggiana le ofreció un contrato en 2014 para sumarse a su plantilla, dándole así la oportunidad de que hiciera su debut en la Serie A de Italia.
MVP y ganador de la Supercopa de Italia en 2015, en 2018 integró el Quinteto Ideal de la EuroCup. En el verano de aquel año, tras cuatro campañas jugando en Reggio Emilia, firmó por el Olimpia Milano. 
En las filas del Olimpia Milano jugaría durante dos cursos. La temporada 2019-20 aportó 5,9 puntos por partido en EuroLeague, con una serie en el tiro de 21/42 en lanzamientos de dos y 15/30 en triples.
El 11 de julio de 2020, firma por el Herbalife Gran Canaria de la Liga Endesa. En octubre de 2020, tras jugar cuatro partidos con Herbalife, rescinde su contrato con el club canario y firma por el KK Budućnost de la Liga Adriática, hasta el final de temporada.
El 23 de junio de 2021, fichó por el Basket Brescia Leonessa de la Lega Basket Serie A italiana.

## Selección nacional
Della Valle jugó el Eurobasket Sub-18 de 2011 y el Eurobasket Sub-20 de 2013 con los seleccionados italianos juveniles.
A nivel absoluto fue parte del combinado italiano que disputó el Eurobasket 2015 y la Copa Mundial de Baloncesto de 2019, además de haber jugado numerosos encuentro de clasificación a torneos continentales e internacionales.

## Vida pérsonal
Es hijo de Carlo Della Valle.